# Grini
Ne doit pas être confondu avec Grigny (Essonne).
Grini était un camp de concentration nazi situé à la périphérie d'Oslo, en Norvège, sur le territoire de la Municipalité de Baerum.
Construit originellement pour être une prison pour femme, en 1939, il est transformé en camp de concentration dès le 2 mai 1941. Il accueille en premier lieu des prisonniers politiques norvégiens.
Environ 20 000 prisonniers sont passés par Grini jusqu'en 1945, et la population maximale du camp a été de 5 000 personnes. Le nombre total de morts est inconnu, mais il est avéré que tant la police que la Gestapo y ont exercé la torture et qu'il y a eu au moins huit exécutions. Elles se sont déroulées dans la citadelle d'Akershus.
Le camp de concentration de Grini comprenait plusieurs sous-camps de travail où les prisonniers étaient réduits en esclavage. Ces camps étaient situés à Orkdal, Kvænangen et Bardufoss.
Après la guerre, le camp est renommé Ilebu et est utilisé pour interner les traîtres norvégiens. Il est fermé en 1950, mais la prison ouvre à nouveau en 1952 pour les criminels ayant de longues peines.

## Déportés connus
- Signy Arctander (1895-1971)
- Henriette Bie Lorentzen (1911-2001), résistante, donne naissance à sa fille au camp.
- Lise Børsum (1908-1985), résistante
- Einar Gerhardsen (1897-1987)
- Alfhild Hovdan (1904-1982), journaliste et résistante
- Henrik Sørensen (1882-1962)

## Sources
- (en) Cet article est partiellement ou en totalité issu de l’article de Wikipédia en anglais intitulé « Grini concentration camp » (voir la liste des auteurs).